# Чотирилистка
Чотирилистка, марсилія (Marsilea) — рід папоротей родини чотирилисткових (Marsileaceae). Цей рід найчисельніший у родині: нараховує приблизно 50 видів, поширених по всій Землі, з центрами різноманітності в тропічній Африці та Австралії. Це жителі водойм та заболочених місцезростань. В Україні з роду є лише один вид — чотирилистка водяна (Marsilea quadrifolia).
Рід названий на честь італійського натураліста XVIII століття Луїджі Фердинандо Марсильї (1656—1730).

## Біоморфологічна характеристика
Рослини водні або земноводні, які утворюють нещільні або щільні колонії. Рослина пускає корені на вузлах, іноді також на міжвузлях. Листки опадають у помірних регіонах, гетероморфні, плавучі листки в середньому більші, ніж листки суші. Ніжка листка ниткоподібна, жорстко випростаний або лежачий у сухопутного листка, слабкий у плавучого листка. Листова пластина 4-листочкова; листочки клиноподібні або зворотно-трикутні, часто з численними червоними або коричневими смугами зверху у плавучих листків. 
Спорокарпи від 1 до багатьох на листок, від квадратних до еліптичних, у зрілому стані від шкірястих до дерев'янистих. Сорі довгасті, з невеликою кількістю мегаспорангій та численними мікроспорангіями в кожному сорусі. Мегаспора яйцювато-куляста; стінка спор тонка, нечітко сітчаста. Мікроспори кулясті; спорові стінки тонкі, нечітко різьблені. x = 20.

## Використання
Спорокарпи деяких австралійських видів, таких як Marsilea drummondii, є їстівними, і їх їли аборигени та ранні білі поселенці, які знали його під назвою нгарду або нарду. Частини Marsilea drummondii містять фермент, який руйнує тіамін (вітамін В1), що призводить до пошкодження мозку овець та коней. Під час повені в басейні річки Гвідір 2200 овець загинули після поїдання нарду. Дефіцит тіаміну внаслідок неправильно приготованого нарду, ймовірно, призвів до голоду та смерті Берка та Уіллса.
Листя Marsilea crenata є частиною східно-яванської кухні Індонезії, особливо в місті Сурабая. Його називають Pecel Semanggi і подають із гострим арахісовим та солодким картопляним соусом.
Декілька видів роду, такі як Marsilea crenata, Marsilea exarata, Marsilea hirsuta та Marsilea quadrifolia, вирощують в акваріумах.

## Класифікація
1. Marsilea aegyptiaca Willd. (1810)
2. Marsilea aethiopica Launert (1984)
3. Marsilea ancyclopoda A.Braun (1864)
4. Marsilea angustifoliav R.Br. (1810)
5. Marsilea apposita Launert (1968)
6. Marsilea azorica Launert & Paiva (1983)
7. Marsilea batardae Launen (1983)
8. Marsilea berhautii Tardieu (1955)
9. Marsilea botryocarpa Ballard (1962)
10. Marsilea burchellii (Kze.) A.Braun (1864)
11. Marsilea capensis A.Braun (1864)
12. Marsilea coromandelina Willd. (1810)
13. Marsilea costulifera D.L.Jones (1993)
14. Marsilea crenata C.Presl (1825)
15. Marsilea crotophora D.M.Johnson (1986)
16. Marsilea cryptocarpa Albr. & Chinnock (2008)
17. Marsilea deflexa A.Braun (1864)
18. Marsilea distorta A.Braun (1864)
19. Marsilea drummondii A.Braun (1852)
20. Marsilea ephippiocarpa Alston (1930)
21. Marsilea exarata A.Braun (1870)
22. Marsilea fadeniana Launert (1984)
23. Marsilea farinosa Launert (1968)
24. Marsilea fenestrata Launert (1960)
25. Marsilea gibba A.Braun (1870)
26. Marsilea hirsuta R.Br. (1810)
27. Marsilea latzii D.L.Jones (1998)
28. Marsilea macrocarpa Presl (1845)
29. Marsilea macropoda Engelm. ex A.Braun (1847)
30. Marsilea megalomanica Launert (1970)
31. Marsilea minuta L. (1771)
32. Marsilea mollis B.L.Robinson & Fernald (1859)
33. Marsilea mutica Mett. (1861)
34. Marsilea nashii Underw. (1906)
35. Marsilea nubica A.Braun (1864)
36. Marsilea oligospora Gooding (1902)
37. Marsilea owambo Doweld (2016)
38. Marsilea polycarpa Hook. & Grev. (1829)
39. Marsilea quadrata A.Braun (1870)
40. Marsilea quadrifolia L. (1753)
41. Marsilea scalaripes D.M.Johnson (1988)
42. Marsilea schelpeana Launert (1960)
43. Marsilea strigosa Willd. (1810)
44. Marsilea subangulata (або Marsilea × subangulata) A.Braun (1870)
45. Marsilea subterranea Lepr. ex A.Braun (1864)
46. Marsilea unicornis Launert (1968)
47. Marsilea vestita Hook. & Grev. (1829)
48. Marsilea villifolia Bremek. & Oberm. ex Alston & Schelpe (1952)
49. Marsilea villosa Kaulf. (1824)